# Доњи дом Канаде
Доњи дом Канаде (енгл. House of Commons of Canada; фр. Chambre des communes du Canada) доњи је дом Парламента Канаде.

## Историја
Доњи дом је био установљен 1867, када је Парламент Уједињеног Краљевства донио Уставни акт 1867, ујединивши Провинције Канаде (које су биле разједињене на Квебек и Онтарио), Нову Шкотску и Њу Брансвик, и на тај начин формиравши јединствени федерални Доминион Канаду. Нови Парламент Канаде се састојао од Сената и Дома комуна, који је био формиран према моделу британског Дома комуна. Трећи формални чинилац у Парламенту Канаде је био монарх, кога је у земљи заступао генерални гувернер Канаде. Парламент Канаде је био формиран према вестминстерском систему, односно према моделу Парламента Уједињеног Краљевства. За разлику од Парламента Уједињеног Краљевства, надлежности Парламента Канаде су биле искључиво везане за федерални ниво, док су све остале законе доносили провинцијски парламенти.
Парламент Канаде је остао потчињен Парламенту Уједињеног Краљевства, врховном законодавном ауторитету цијеле Британске империје. Постао је независан у одлучивању тек након Вестиминстерског статута 1931, након чијег доношења се акти Парламента Уједињеног Краљевства више нису примјењивали на Канаду, осим пар изузетака. Ови изузеци су отклоњени Канадским актом 1982.

## Састав
Доњи дом је састављен из 338 чланова, и сваки од њих представља једну изборну јединицу (енгл. riding). Уставни прописи налажу да мора бити најмање 295 изборних округа, а од 2024. има их 343. Посланичка мјеста су пропорционално распоређена по броју становника у провинцијама. Због неких уставних одредби које налажу минимални број посланика, дешавају се и одступања од равномјерне заступљености по броју становника. Као резултат тога, мање провинције које су имале пад становништва су превише заступљене у Дому комуна. Нпр. провинције Онтарио, Британска Колумбија и Алберта су премало заступљене што је у супротности с бројем њиховог становништва, док су осталих седам провинција и превише заступљене. Провинцијске граничне комисије су задужене да повлаче границе између изборних округа. Заступљеност савезних територија је независна од броја популације; свака територија има право на само једно мјесто.

## Квалификације
Према Уставном акту 1867, Парламент Канаде је овлашћен да одреди квалификације које морају посједовати чланови Доњег дома. Садашње квалификације су одређене Канадским изборним законом, који је донесен 2000. године. Према закону, појединац мора имати право гласа да би се кандидовао за посланика, и то до онога дана када је поднио кандидатуру. Малолетници и они који нису држављани Канаде не могу бити кандидати. Канадски изборни закон такође забрањује затвореницима да се кандидују на изборима, али им допушта право гласа. Надаље, појединци који су осуђени за изборни криминал имају, након пресуде, забрану у трајању до пет година да се кандидују за посланика.
Закон такође забрањује неким функционерима да се кандидују за Доњи дом. Под овим функционерима се подразумијевају чланови провинцијских и територијских законодавних тела (иако ово није увијек био случај), шерифи, краљевски тужиоци, већина судија и изборни функционери. Главни изборни функционер и замјеник главног изборног функционера (налазе се на челу Изборне комисије) имају забрану не само да се кандидују, већ и да гласају. Према Уставном акту 1867, чланови Сената такође не могу постати чланови Доњег дома, и народни посланици морају поднијети оставке уколико су именовани у Сенат.